# Маганов, Наиль Ульфатович
Наи́ль Ульфа́тович Мага́нов (тат. Наил Өлфәт улы Мәганов; род. 28 июля 1958, Альметьевск) — российский топ-менеджер, политический и общественный деятель. Генеральный директор и член Совета директоров ПАО «Татнефть» им. В. Д. Шашина.
Председатель Совета директоров АО «ТАНЕКО», депутат Государственного Совета Республики Татарстан пятого созыва, президент хоккейного клуба «Ак Барс» и Федерации хоккея Республики Татарстан.

## Биография
Родился 28 июля 1958 года в городе Альметьевске Татарской АССР в семье нефтяника. Его отец — Ульфат Маганов — с 1953 года занимал должность старшего инженера Альметьевской промыслово-геофизической конторы треста «Татнефтегеофизика», с 1978 по 1998 годы возглавлял Альметьевское управление геофизических работ.
Наиль Маганов в 1983 году окончил Московский институт нефтехимической и газовой промышленности имени И. М. Губкина (ныне Российский государственный университет нефти и газа (национальный исследовательский университет) имени И. М. Губкина) по специальности «Технология и комплексная механизация разработки нефтяных и газовых месторождений».
С 1976 по 1981 год работал оператором по исследованию скважин ЦНИПР НГДУ «Елховнефть» ПО «Татнефть». В период с 1981 по 1991 год трудился в НГДУ «Елховнефть» ПО «Татнефть» на различных должностях — технолога, мастера по добыче нефти и газа, старшего инженера — заместителя начальника цеха, затем начальника цеха ЦДНГ № 5. В 1991 году назначен заместителем начальника управления по капитальному строительству НГДУ «Заинскнефть».
С 1993 года начинает работать в головном управлении ОАО «Татнефть» начальником отдела по реализации нефти и нефтепродуктов. С 1994 по 1998 год — заместитель генерального директора по производству ОАО «Татнефть». С 1998 по 2000 год — начальник управления по реализации нефти и нефтепродуктов — заместитель генерального директора ОАО «Татнефть». В период с 2000 по 2004 год работал первым заместителем генерального директора ОАО «Татнефть» по реализации и переработке нефти и нефтепродуктов — начальником управления по реализации нефти и нефтепродуктов, с 2004 по 2013 год — первым заместителем генерального директора ОАО «Татнефть» — начальником управления по реализации нефти и нефтепродуктов.
В ноябре 2013 года назначен генеральным директором ОАО «Татнефть».
В 2014 году избран депутатом Государственного Совета Республики Татарстан V созыва в составе фракции «Единая Россия», является членом Комитета по экологии, природопользованию, агропромышленной и продовольственной политике.
1 декабря 2015 года утверждён председателем Правительства РФ Дмитрием Медведевым в составе оргкомитета чемпионата WorldSkills-2019 в Казани.

## Общественная деятельность
25 мая 2016 года назначен президентом хоккейного клуба „Ак Барс“ и Федерации хоккея Республики Татарстан. Является одним из учредителей Федерации кекусин будо-каратэ Республики Татарстан.

## Награды
- Орден «За заслуги перед Отечеством» IV степени (21 декабря 2023 года) — за достигнутые трудовые успехи и многолетнюю добросовестную работу[13].
- Орден Почёта (25 октября 2018 года) — за достигнутые трудовые успехи, активную общественную деятельность и многолетнюю добросовестную работу[14]
- Орден Дружбы[2]
- Медаль ордена «За заслуги перед Отечеством» II степени[5]
- Орден «За заслуги перед Республикой Татарстан»[2]
- Орден «Достык» II степени (2022)[15].
- Орден Славы и чести III степени (2021) — во внимание к помощи в строительстве Казанского собора г. Казани[16]
- Медаль „В ознаменование добычи трехмиллиардной тонны нефти Татарстана“[5]
- Звание „Отличник нефтяной промышленности Министерства нефтяной промышленности СССР“[2]
- Звание „Почетный нефтяник“ Министерства топлива и энергетики Российской Федерации»[5]
- Звание Заслуженный нефтяник Республики Татарстан[5]
- Звание «Почетный работник топливно-энергетического комплекса» Министерства энергетики Российской Федерации"[5]

## Семья
Супруга — Фания Иршатовна, руководитель открытой в 2004 году в Альметьевске языковой школы English First. Сын — Равиль, автогонщик, кандидат в мастера спорта, участник ралли-марафона «Дакар». Дочь - Адель.
Брат — Равиль Ульфатович Маганов (1954—2022), председатель Совета директоров, Первый исполнительный вице-президент ПАО «Лукойл». 1 сентября 2022 года выпал с 6 этажа Центральной клинической больницы в Москве и погиб.

## Санкции
8 августа 2025 года внесен в санкционные списки Украины.

## Увлечения
В юности Наиль Маганов увлекался карате. В настоящее время занимается китайской гимнастикой цигун.